# Shamjalato de Kazi-Kumuj

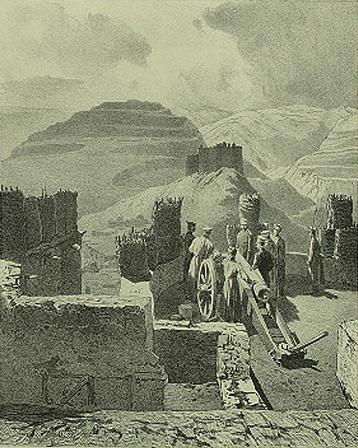
Ilustración de Kazi-Kumuj

Shamjalato de Kazi-Kumuj o Shamjalato de Gazikumuj es un término introducido en la historiografía ruso-daguestaní a partir de las décadas de 1950 y 1960 para designar el estado de los Cumucos-Laks que presumiblemente existió en el territorio del Daguestán actual en el período de entre los siglos VIII al XVII, con la capital en Gazi-Kumuj, y supuestamente disuelto en 1642. Sin embargo, en las fuentes de archivos rusos del siglo XVI, Tarkí aparece como la 'capital del Shamjalato' y 'la ciudad de Shamjal', mientras que 'Kazi-Kumuj' es mencionada como residencia. Estos hechos contradicen la fecha de 'desintegración de 1642'. Además, antes de 1950 no hay absolutamente ninguna fuente que contenga el término de 'Shamjalato de Gazikumuj' y tampoco de que Gazi-Kumuj haya sido la capital del Shamjalato. Históricamente, el Shamjalato es ampliamente descrito como Shamjalato de Tarkí o, simplemente, Shamjalato.

## Formación del shamjalato en los siglos VIII al XII.

### Versión turco-tártara
Entre los partidarios de la versión turca de la creación del estado de Shamjal se encuentra el historiador de los Lak, Ali Kayaev:

Shamjal no era descendiente de Abbas Hamza sino que era un turco, que vino con sus compañeros. Después de él, el Shamjalato se convirtió en un estado hereditario.

Esta versión también estaba apoyada por el historiador Fahrettin Kirzioglu, el historiador de principios del siglo XX D. H. Mamaev, Halim Gerey Sultan, Mehmet-Efendi, y otros. El historiador daguestaní, R. Magomedov escribió que:

Existen las pruebas necesarias para relacionar el término con la Horda de Oro, pero no con los árabes. Se puede pensar que en el período de los mongoles-tártaros pusieron un gobernante cumuco en ese estado.

El profesor ruso de estudios orientales, doctor en Ciencias Históricas I. Zaytsev, también compartió la opinión de que el Shamjalato era un estado cumuco con su capital en la ciudad de Kumuk (escrito así en fuentes medievales). Mientras estudiaba los trabajos de los historiadores timúridos Nizam ad-Din Shami y Sheref ad-din Yezdi, los historiadores soviéticos V. Romaskevich y S. Volin y el historiador uzbeco Ashraf Ahmedov, así como el profesor en estudios alanos O. Bubenok, llaman a Gazi-Kumuk (también Gazi-Kumukluk en fuentes medievales) al área del Shamjalato como las tierras de los kumyks (cumucos).
El viajero otomano Evliya Çelebi llamó al shamjal 'un Oghuz'. Uno de los argumentos de la versión turca es que los shamjales eran elegidos a la manera tradicional de los pueblos túrquicos: arrojar una manzana roja. Antiguos nombres pre-musulmanes de los habitantes kumuk [hoy kumuj], según lo establecido en la inscripción de Juduk - Budulay, Ahsuwar, Chupan y otros - son de origen túrquico. En las tumbas de los shamjals en Kumuj existen inscripciones turcas, como señaló el profesor de estudios caucásicos L. Lavrov. La propia tumba era llamada por los lugareños 'Semerdalian' derivada de la ciudad jázara de Semender y las lápidas están grabadas en un estilo Kipchak. En la Crónica de Maza se describe a los shamjales como 'una rama de las generaciones Jan-Hajan'. Nizam ad-Din Shami Yezdi en su crónica timúrida del siglo XIV El Libro del Triunfo y Sheref ad-din Yezdi mencionaron la tierra como Gazi-Kumukluk, donde el sufijo "luk" es un signo lingüístico turco.
El gobernante del pueblo andi Ali-Beg, que fundó una nueva dinastía gobernante, también tenía el título de 'shamjal'. Según la historia local, desde Ali-Beg hasta Jadyik, los gobernantes de su tierra hablaban en la 'lengua de las llanuras', es decir, el idioma cumuco.
Jamalutdin-haji Mamaev a principios del siglo XX escribió:

El hecho de que el gobernante en Daguestán fuera elegido de la dinastía Chinghiz y era llamado shawjal-jan, derivado de la tradición espiritual turca y tártara, como dependencia de su ascendencia genealógica (nasab), sin prestar atención a la ciencia o las cortesía (edeb). La casa de Chinghiz es muy apreciada entre ellos (shawjals), como Quraysh entre los musulmanes. No permitían que alguien estuviera más alto que ellos o levantara la cabeza.

Según el historiador francés Chantal Lemercier-Quelquejay, el shamjalato estaba dominado por los cumucos túrquicos, y los lak llevaban el honorable título de Gazis (debido a la adopción anterior del islam). Además, el shamjalato tenía una clase feudal de beks de Karachi, un título relacionado exclusivamente con los estados mongoles-turcos.
Giovanni da Pian del Carpine mencionó respecto a sus viajes que Jazaria y Lak, incluso antes de caer en manos de los 'tártaros occidentales', pertenecían a los cumanos:

El primer rey de los tártaros occidentales fue Sain. Era fuerte y poderoso. Conquistó Rusia, Comania, Alania, Lak, Mengiar, Gugia y Jazaria, y antes de su conquista, todos pertenecían a los comanos.

Vasili Bartold también declaró que la versión árabe es una compilación de historiadores locales que intentan fusionar las leyendas con la historia.
La población original de la posesión de los 'Kazi-Kumykskiy', como escribió F. Somonovich en 1796, era la de los tártaros de Daguestán (kumyks). Después del reasentamiento de algunos pueblos lezgianos de la provincia de Guilán de Persia, bajo el gobierno del shamjal, la población se mezcló y el poder del shamjal disminuyó, y la nueva población formó su propio Janato independiente de la dinastía Shamjal:

La gente de esta provincia proviene de los tártaros de Daguestán, mezclados con los colonos persas y siguen la misma ley [religiosa] y hablan [uno de los] idiomas lezgianos.
Como afirman algunas fuentes persas, este pueblo se estableció aquí bajo el sah Abumuselim, de la provincia de Guilán, y sirvió bajo el funcionario clérigo kazi, bajo el gobierno del shamjal. Ya que el clérigo y la gente del lugar de Kumuj, son los que se reasentaron aquí desde Guilán, o, mejor dicho, por la mezcla con los indígenas de Kumuj, que se originaron en los tártaros de Daguestán, surgió el nombre de Kazikumuk. Estos clérigos fueron los antepasados de Jamutay [Jan contemporáneo de Kazikumuj], quienes siguiendo el ejemplo de otros reivindicaron independencia y en los tiempos actuales adoptaron el título de jan.

### Críticas de la versión árabe
V. Bartold también puntualizó que el término 'shamkhal' es una forma posterior de la forma original shawjal, que es mencionado en fuentes rusas y persas (Nizam ad-Din Shami y Sheref ad-din Yezdi). El historiador de Daguestán, Shijsaidov escribió que la versión que afirmaba la ascendencia árabe estaba a favor de la dinastía y de los clérigos (los descendientes del profeta Mahoma). A. Kandaurov escribió que la versión árabe fue elaborada por los propios shamjales. Además, el título de shamjal no es mencionado en las obras de los historiadores y geógrafos árabes medievales.

### Árabes en Kumuj
A mediados del siglo VII, el califato Rashidun, en su expansión hacia el norte, se comprometió a la conquista de Daguestán. A principios del siglo VIII, los árabes capturaron a Kumuj, un hecho que podría haber obligado a los laks a aliarse con los árabes contra los jázaros. Es conocido que los árabes perdieron Daguestán en la exitosa invasión de los jázaros y los laks podrían haberse aliado con los jázaros. Los árabes tuvieron que reconquistar Daguestán.

### Campañas de Maslamah y Marwan II
En 734, Maslama ibn Abd al-Málik, comandante del ejército árabe, después de una de sus victorias contra los jázaros en Daguestán, nombró a varios gobernadores, uno de los cuales fue Shajbal de Kumuj. La autoridad de Shajbal no podría haber sido permanente en Kumuj si hubiera sido árabe. Sería correcto suponer que Shajbal era un gobernante local de Kumuj, que entre los laks mantenía el título de shamjal. Probablemente estaría relacionado con los árabes y su título estaría distorsionado en la pronunciación. Los historiadores Barthold y Polievktov asociaron shajbal con shamjal, ambos con el significado de gobernante de Kumuj. Abbasgulu Bakıjanov escribió en 734: 'Abu Muslim avanzó hacia Kumuk... La mezquita principal y otros edificios construidos por él en Kumuk todavía existen hoy. Dejó aquí a Shajbal ibn Abdullah como gobernante'.
La crónica de Derbent-Nameh da la siguiente descripción de la formación de los principados de Daguestán: 'Hamri, Kura, Ahti, Rutul, Zeyhur - están sujetos a Kumuk ... porque el gobernante de Derbent ordenó imponer jarach a Kaytak, Tabasarán y Gyubechi ... Si contra Shajbal viene algún enemigo del [lado de] Avar o del otro lado, entonces, cuando Shajbal ataque a sus tropas, que venga en su ayuda el ejército de Kaytak con su gobernante Hamza y con el ejército de Tabasarán - Mohammad Masoom y que [ellos] se unan al ejército de Shajbal'. 
Por tanto, en 734 había en Daguestán principados con sus propios gobernantes, como Derbent, Tabasarán, Dargin, Lak y Avar, que permanecieron independientes de los árabes.
El historiador Al-Kufi registró que en 738 el comandante árabe Marwán ibn Muhammad 'salió de Kassak, cruzó el río al-Kur y se dirigió a la ciudad llamada Shaki. De Shaki fue a la tierra de al-Sarir'. En 738, según Derbent-Nameh, Marwán obligó a los gobernantes de las montañas de Daguestán a pagarle tributos.
El historiador Baileys V. M. registró la campaña de Marwán en Daguestán: "Él [Marwán] llegó a la fortaleza 'del trono' y mató y capturó prisioneros ... Vino a Gumik, una fortaleza donde estaba la 'casa de la posesión' donde se encontraba la sede de 'el gobernante del trono', y el gobernante salió huyendo y llegó a la fortaleza llamada Humradzh donde estaba el trono dorado. Marwán pasó el invierno y el verano cerca de él y luego hizo las paces con [Malik] en condición de [tributario] - mil reses y cien mil ladrillos de barro - y luego fueron de allí a la tierra de Tumen."

### Mezquita catedral
En 778 se construyó la mezquita catedral de Kumuj donde existe una antigua inscripción: 'En 162 AH, construyeron la mezquita sagrada para Alá Todopoderoso'. Esta inscripción fue leída por arabistas como Anuchin D. (1882), D. B. Bushaev (1894), M. Alikhanov-Avar y E. Kazubski (1902).

### Colapso del califato
En el siglo IX, la revuelta antiárabe de Babak Jorramdin y más tarde la denominada Anarquía de Samarra condujo a la desintegración del califato abasí. El dominio musulmán en la montañosa Daguestán disminuyó y en los siglos IX al XI, algunos territorios del sur de Daguestán como Tabasaran, Kura, Ajti, Rutul y Tsajur estuvieron bajo la influencia de la más poderosa Shirván, formándose el emirato de Derbent. El shamjalato de Kumuj constaba del territorio étnico de los laks, Lakia.

### Autores orientales
Los historiadores registran que 'en la primera mitad del siglo X, Gumik era dependiente del vecino Serir'. Ahmad ibn Rustah escribió en el siglo X que 'el rey de Serir tiene una fortaleza llamada Alal y Gumik'. Al-Masudi escribió en el siglo X que los residentes de Gumik son 'cristianos y no están sujetos a ningún rey, pero tienen jefes (raissi) y viven en paz con el reino de los alanos'. Vladimir Minorsky escribió que en 1064 'los infieles de Gumik atacaron la aldea de al-Bab, mataron a muchos musulmanes y saquearon sus propiedades, luego obligaron a los sobrevivientes a pagar jarach y regresaron a su lugar de origen'.

### Principados
Fuentes orientales registraron los nombres de los principados de Daguestán como Derbent, Tabasaran, Gumik, Sarir, Lakz, Haidak, Filan, Shandan, Zirihgeran, Tumen, Dyidan, Jamzin, Samandar y Balanjar. Parece que los autores orientales no han estado en Kumuj y no han mencionado ningún shamjal (o utsmi, nutsal o maisum) y sus descripciones de las posesiones de Daguestán tienen un carácter distorsionado.
Hacia el 1120 o 1125 el Shamjalato pasó a vasallaje de los shirvanshah.

## Siglos XIII a XVII
Alrededor de 1230, la heroína Partu Pattima tuvo a raya a los mongoles y hoy en día todavía los laks la consideran su 'Juana de Arco'. La llegada de pueblos que huían de los mongoles reforzó la nación kumuk, aunque hacia 1260 el shamjal Juban ibn Sultan Ali comenzó a pagar tributo a los mongoles. Los kumuks y los laks se estructuraron nacionalmente entre el siglo XIII y el XIV cuando entró el islam. El Shamjalato fue después vasallo de Tamerlán brevemente y desde 1405 se convirtió en independiente.
Ya avanzado el siglo XV comenzó su decadencia con las guerras contra Kabardia y Georgia lo que le supuso la pérdida de los territorios entre los ríos Térek y Sulak. Nominalmente al menos después del 1501 fueron feudatarios de los safávidas persas. Avanzado el siglo XVI los darguinos y los laks se separaron al morir el shamjal Coban en 1578, no aceptando a su hijo el sultán But y el centro de gobierno se desplazó a Temir-Jan-Shurá.
En 1556, se establecieron relaciones diplomáticas con Rusia y la embajada del shamjal llevó a Iván el Terrible una serie de ricos regalos, como un elefante, que no se había visto hasta ese momento en Moscú. El enviado del shamjal no tuvo éxito ya que en 1557 el príncipe Temruk Idar de Kabardia le pidió a Iván el Terrible que lo ayudara contra las incursiones del zar Shevkalski (shamjal), el jan de Crimea y los turcos. Iván el Terrible envió a su general Cheremísov, que tomó Tarkí pero decidió no quedarse allí.
En 1578, el Cáucaso fue invadido por 200.000 efectivos del ejército turco de Mustafa-pasha y en 1582 después de capturar Shirván, las tropas llegaron a la capital de shamjalato. 'Gazi-Kumuj fue sometida a una terrible destrucción'. Estas campañas depredadoras llevaron a la población de las aldeas de Daguestán a levantarse en armas contra los jenízaros turcos.
A finales del siglo XVI, el shamjal se enemistaba con krym-shamjal, que era apoyado por parte de la 'tierra cumuca'. El rey Alejandro de Kajetia reportaba en ese momento que 'el asunto del shamjal y el krym-shamjal no era nada bueno, pues se peleaban entre ellos'. En 1588, el embajador georgiano informaba que el shamjalato estaba en crisis y pedía al zar ruso que enviara tropas ante los ataques del shamjal en Georgia. Los rusos capturaron el principado de Tumen en el norte de Daguestán.
En 1594, un destacamento ruso dirigido por el príncipe Jvorostinin ocupó temporalmente Tarkí y estableció una fortaleza en el río Sulak, para después de luchar ser expulsados por el hijo del shamjal con apoyo otomano. En 1599, los embajadores georgianos en Moscú, Saravan y Aram informaron al rey Alejandro de Kajetia que 'ni tú ni tus hombres deberían ser enviados a luchar contra el shevkal (shamjal), el shevkal vive en las montañas y el camino hacia él es estrecho'. El embajador georgiano Cirilo en 1603 informó en Moscú que 'El shevkal y sus hijos viven más en Gazi-Kumuk en las montañas, porque ese lugar es más fuerte'.
En 1604 tuvo lugar una nueva campaña de los rusos Iván Buturlín y Ósip Pleschéiev en Daguestán. En 1605, el ejército ruso que ocupaba las tierras bajas de Daguestán (con unos 8.000 hombres) fue rodeado y derrotado en el campo de Karaman a 20 kilómetros al norte de Majachkalá, gracias a la alianza de los kumuks con los otomanos.
A principios del siglo XVII, Daguestán estaba bajo la amenaza de los iranios. Iskandar Beg Munshi reportaba que el sah Abás el Grande persiguió a los sunitas en Azerbaiyán y luego tomó Derbent.
Los gobernantes del Shamjalato, incapaces de unirse contra los persas, concluyeron una alianza militar y política con Rusia. Gazi-Kumuj fue gobernada por el príncipe Alibek I, hijo del shamjan Budai I. En 1614, Giray de Tarkí y Tuchelav de Gazi-Kumukh (shamjal Andi), hijo de Alibek I, hicieron un juramento de lealtad al zar ruso.
En 1623, Eldar de Tarkí fue elegido shamjal. La coronación y el gran banquete tuvieron lugar en Gazi-Kumuj. En 1635, Aidemir de Andirey, hijo del sultán Mahmud, llegó a ser shamjal. Aidemir viajó a Gazi-Kumuj 'donde, según sus costumbres, se corona al shamjal'. En 1640, Surjay de Tarki fue elegido shamjal.

### Fragmentación feudal
Ali Kayaev informaba que a mediados del siglo XVII, la lucha por el trono del shamjalato entre los hijos del shamjal Chopan 'duró 30 años. Gran número de personas murieron allí'. La lucha feudal condujo a la formación de estados independientes. En 1642, el shamjal Surjay (1640-1667) trasladó su capital de Gazi-Kumuj a Tarkí, y allí estuvo normalmente pues era considerada la población principal de los shamjales. En Gazi-Kumuj Alibek II fue elegido gobernante y estableció el janato independiente de Gazikumuj. 
Finalmente, el título de 'shamjal' pasó a los nobles de la familia de los shamjales en Tarkí, donde se formó el Shamjalato independiente de Tarkí.